# Kotkatsaari (ö i Södra Karelen, Imatra, lat 61,41, long 28,35)
Kotkatsaari är en ö i Finland. Den ligger i sjön Saimen och i kommunen Ruokolax i den ekonomiska regionen  Imatra ekonomiska region  och landskapet Södra Karelen, i den södra delen av landet, 230 km nordost om huvudstaden Helsingfors. Öns area är 48,2 hektar och dess största längd är 1,3 kilometer i sydöst-nordvästlig riktning.